# マット・ホワイト
マシュー・ジョセフ・ホワイト（Matthew Joseph "Matt" White, 1977年8月19日 - ）は、アメリカ合衆国マサチューセッツ州ピッツフィールド出身の元プロ野球選手（投手）。
日本球界での登録名はファーストネームとファミリーネームを区切らない「マットホワイト」。愛称は「ホワイティ」。

## 経歴
1988年のMLBドラフト15巡目でクリーブランド・インディアンスに指名され契約。
2003年5月27日にボストン・レッドソックスでメジャーデビュー。
2005年にオリックス・バファローズの秋季キャンプ時に一度入団テストを受けたが不合格。当時、オリックス監督であった中村勝広からは「スピードがちょっとね。外国人に求めるのはパワーだから」という評価を下された。
2007年、獲得期限ギリギリの6月末に、左腕不足に悩まされていたNPBの横浜ベイスターズが獲得。7月終盤に一軍登録され、7月26日の対巨人戦でNPB初登板。最初の対戦打者・高橋由伸に日本新記録となる9本目の先頭打者本塁打を打たれる。初めは先発投手として起用されたが、防御率7点台で0勝と、目立った成績は残せなかった。
しかし途中から中継ぎ一本で起用されると、シーズン終盤には突如として速球の速度とスライダーの切れが増した。9月以降19試合にリリーフ起用され、最後には9試合連続無失点で締めるなどの投球を発揮した。6本塁打中5本を得意とすべき左打者に打たれたが、被打率は2割前半に抑えた。
2008年は引き続きリリーフで起用された。5月22日に父親の手術のため一時帰国したが、6月中旬にチームに再合流している。その後不振から7月初旬に出場選手登録を抹消され、8月11日にウェーバー公示となった。
2010年にCPBLの統一セブンイレブン・ライオンズに入団したが、登板機会がないまま解雇された。その後は、アメリカの独立リーグであるカナディアン・アメリカン・リーグのピッツフィールド・コロニアルズでプレーした。

## プレースタイル・人物
- 球速は140km/h台前半と速さはないものの、スライダーやチェンジアップと合わせ球の切れで勝負する。
- メジャーリーグ時代は資産家として有名であった。ホワイトはマサチューセッツ州ハンプシャー郡に土地を所有しており、この土地には建築用石材として人気がある雲母約2400万トン（金額にして約24億ドル）が埋蔵されていると推測されている[1]。2006年には一部が採掘され6万ドルを得たという。
- かつてベイスターズに在籍していたマット・ホワイトサイドと名前が似ており、入団当初は話題になった。

## 詳細情報

### 年度別投手成績
| 年 度    | 球 団    | 登 板 | 先 発 | 完 投 | 完 封 | 無 四 球 | 勝 利 | 敗 戦 | セ 丨 ブ | ホ 丨 ル ド | 勝 率 | 打 者 | 投 球 回 | 被 安 打 | 被 本 塁 打 | 与 四 球 | 敬 遠 | 与 死 球 | 奪 三 振 | 暴 投 | ボ 丨 ク | 失 点 | 自 責 点 | 防 御 率 | W H I P |
| -------- | -------- | ----- | ----- | ----- | ----- | -------- | ----- | ----- | -------- | ----------- | ----- | ----- | -------- | -------- | ----------- | -------- | ----- | -------- | -------- | ----- | -------- | ----- | -------- | -------- | ------- |
| 2003     | BOS      | 3     | 0     | 0     | 0     | 0        | 0     | 1     | 0        | 0           | .000  | 23    | 3.2      | 10       | 1           | 3        | 0     | 0        | 0        | 0     | 0        | 11    | 11       | 27.00    | 3.55    |
| 2003     | SEA      | 3     | 0     | 0     | 0     | 0        | 0     | 0     | 0        | 0           | ----  | 10    | 2.0      | 3        | 2           | 2        | 0     | 0        | 0        | 0     | 0        | 3     | 3        | 13.50    | 2.50    |
| '03計    | SEA      | 6     | 0     | 0     | 0     | 0        | 0     | 1     | 0        | 0           | .000  | 33    | 5.2      | 13       | 3           | 5        | 0     | 0        | 0        | 0     | 0        | 14    | 14       | 22.24    | 3.18    |
| 2005     | MON      | 1     | 1     | 0     | 0     | 0        | 0     | 1     | 0        | 0           | .000  | 20    | 4.0      | 4        | 0           | 3        | 0     | 1        | 3        | 1     | 0        | 4     | 4        | 9.00     | 1.75    |
| 2007     | 横浜     | 24    | 3     | 0     | 0     | 0        | 0     | 3     | 0        | 6           | .000  | 138   | 32.2     | 35       | 6           | 11       | 2     | 1        | 26       | 0     | 2        | 19    | 18       | 4.96     | 1.41    |
| 2008     | 横浜     | 15    | 0     | 0     | 0     | 0        | 1     | 0     | 2        | 3           | 1.000 | 58    | 14.0     | 16       | 0           | 3        | 0     | 0        | 12       | 0     | 0        | 7     | 7        | 4.50     | 1.36    |
| MLB：2年 | MLB：2年 | 7     | 1     | 0     | 0     | 0        | 0     | 2     | 0        | 0           | .000  | 53    | 9.2      | 17       | 3           | 8        | 0     | 1        | 3        | 1     | 0        | 18    | 18       | 16.76    | 2.59    |
| NPB：2年 | NPB：2年 | 39    | 3     | 0     | 0     | 0        | 1     | 3     | 2        | 9           | .250  | 196   | 46.2     | 51       | 6           | 14       | 2     | 1        | 38       | 0     | 2        | 26    | 25       | 4.87     | 1.39    |

### 記録
NPB
- 初登板・初先発：2007年7月26日、対読売ジャイアンツ14回戦（東京ドーム）、5回2/3を4失点で敗戦投手
- 初奪三振：同上、1回裏に小笠原道大から空振り三振
- 初ホールド：2007年9月1日、対読売ジャイアンツ19回戦（横浜スタジアム）、7回表に4番手で救援登板、2/3回無失点
- 初セーブ：2008年4月4日、対広島東洋カープ1回戦（広島市民球場）、9回裏1死に4番手で救援登板・完了、2/3回無失点
- 初勝利：2008年4月25日、対広島東洋カープ4回戦（横浜スタジアム）、7回表2死に2番手で救援登板、1/3回無失点
- 初登板で対戦した第一打者に被本塁打：2007年7月26日、対読売ジャイアンツ14回戦（東京ドーム）、1回裏無死に高橋由伸に左越先頭打者本塁打 ※史上55人目（セ・リーグ24人目）

### 背番号
- 59 （2003年）
- 47 （2005年）
- 64 （2007年 - 2008年）